# King Solomon's Treasure
Pour les articles homonymes, voir Les Mines du roi Salomon.
Pour plus de détails, voir Fiche technique et Distribution.
King Solomon's Treasure est un film britannico-canadien réalisé par Alvin Rakoff, en 1979.

## Synopsis
Adaptation du livre Les Mines du roi Salomon...

## Fiche technique
- Titre original : King Solomon's Treasure
- Réalisation : Alvin Rakoff
- Scénario : Allan Prior et Colin Turner
- Histoire : Henry Rider Haggard, d'après son roman Les Mines du roi Salomon (roman) publié en 1885
- Direction artistique : Vianney Gauthier et James Weatherup
- Décors : James Weatherup
- Maquillage : Marie-Angèle Protat
- Photographie : Paul Van der Linden
- Montage : Stan Cole
- Son : Jean Rieul
- Musique : Lew Lehman
- Production : 
  - Producteur : Susan A. Lewis et Alvin Rakoff
  - Producteur exécutif : Harry Alan Towers
  - Producteur associé : Larry Nesis
- Société de production : Canafox, Gold Key TV et Towers of London Productions
- Société de distribution : (États-Unis) Gold Key Entertainment, (Royaume-Uni) Scotia-Barber
- Budget : 1 200 000 $ CAN[1][réf. non conforme]
- Pays de production :  Royaume-Uni,  Canada
- Année : 1979
- Langue : anglais
- Format : couleur – 35 mm – 1,85:1 – mono
- Genre : Aventure, historique et fantastique
- Durée : 88 minutes
- Dates de sortie : États-Unis : 1979

## Distribution
- John Boylan (en) : …
- Véronique Béliveau : Neva
- John Colicos : Allan Quatermain
- Ian de Voy : Membre du Club
- Yvon Dufour : Alphonse
- Britt Ekland : Reine Nyleptha
- Ken Gampu : Umslopogaas
- Wilfrid Hyde-White : un membre du Club
- Patrick Macnee : Capitaine Good R.N.
- David McCallum : Sir Henry Curtis
- John Quentin : Stetopatris
- Hugh Rouse : Révérend MacKenzie

## Annexe